# Žáravice
Žáravice är en ort i Tjeckien.   Den ligger i regionen Pardubice, i den centrala delen av landet, 80 km öster om huvudstaden Prag. Žáravice ligger 236 meter över havet och antalet invånare är 143.
Terrängen runt Žáravice är platt.Runt Žáravice är det ganska tätbefolkat, med 111 invånare per kvadratkilometer. Närmaste större samhälle är Pardubice, 17,2 km öster om Žáravice. Omgivningarna runt Žáravice är en mosaik av jordbruksmark och naturlig växtlighet.